# Jakob Hegelund
Hendrik Jakob Emanuel Frederik Hegelund (* 10. Februar 1871 in Paamiut; † unbekannt) war ein grönländischer Landesrat.

## Leben
Jakob Hegelund war der Sohn des Böttchers Herman Kristian Jørgen Hegelund und seiner Frau Tine Birthe Gjertrud Johanne. Er war von Beruf Jäger. 1911 wurde er in den ersten südgrönländischen Landesrat gewählt, wo er bis zum Ende der Legislaturperiode 1916 keine Sitzung verpasste. Im Februar 1950 wurde ihm als ältesten Mann Paamiuts in der Grønlandsposten zu seinem vermeintlich 80. Geburtstag gratuliert, obwohl es erst sein 79. war. Sein Todesdatum ist jedoch nicht bekannt. Sein Neffe war der Landesrat Sofus Nyekjær (1891–?).